# Gheorghe Ciuhandu

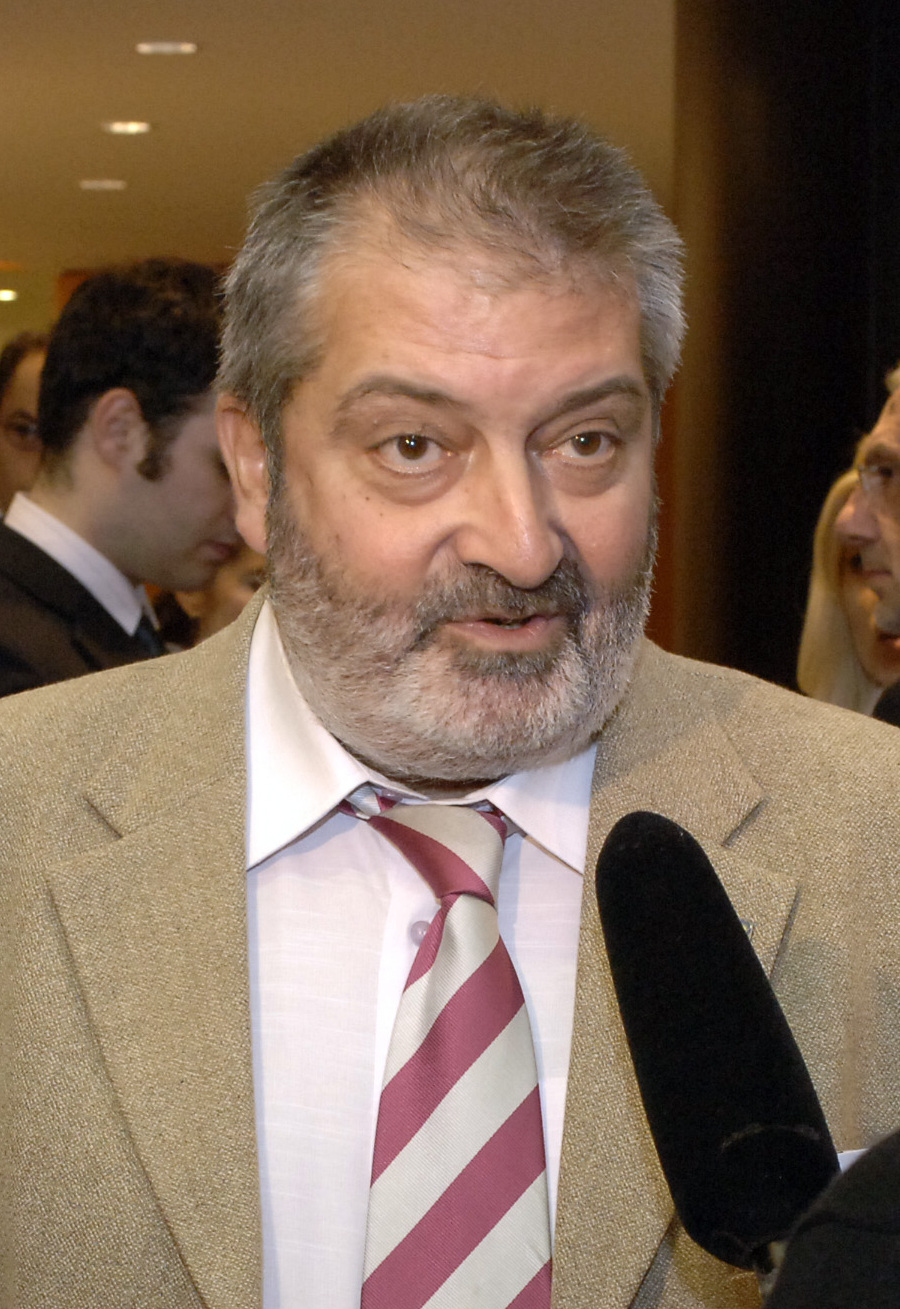
Ciuhandu in 2006

Gheorghe Ciuhandu (°Timișoara, 15 juni 1947), is een Roemeens politicus.
Gheorghe Ciuhandu was lid van de toenmalige Nationale Christen-Democratische Boerenpartij (Partidul Național Țărănesc Creștin Democrat, PNȚCD). Hij was van 3 juni 1996 tot 9 juni 2012 burgemeester van de West-Roemeense stad Timișoara.
Gheorghe Ciuhandu werd in 2004 tot voorzitter van de PNȚCD gekozen. Hij volgde hiermee oud-premier Victor Ciorbea op als partijleider. In 2005 steunde hij wijziging van de partijnaam in Christendemocratische Volkspartij (Partidul Popular Creștin-Democrat, PPCD). De naamsverandering werd een jaar later al weer teruggedraaid. In 2007 werd hij opgevolgd Marian Petre Miluț.
Gheorghe Ciuhandu was in 2004 de kandidaat van de PNȚCD bij de presidentsverkiezingen van dat jaar. Hij kwam niet verder dan de eerste ronde in november en kreeg 1,90% (198.394) van de stemmen.
In 2019 werd hij veroordeelt voor ambtsmisbruik tijdens zijn burgemeesterschap vanwege het sponsoren van de voetbalclub FC Politehnica Timișoara met publieke gelden.